# 주요정동장애
주요정동장애는 주로 감정에 관련된 정신장애이다. 정동장애란 기분이 너무 들뜨는 증상인 조증과 너무 우울해지는 증상인 우울증이 나타나거나, 두 가지 모두 번갈아 나타나는 조울증을 말한다. 주요정동장애는 대표적으로 양극성 장애, 주요 우울 장애가 있다. 양극성 장애, 주요 우울 장애 모두 비교적 정상적인 감정을 가지는 시기가 있다. 증상의 지속성, 발생 빈도는 사람마다 다르며 일정한 경향성이 있다.

## 판단
사람들은 누구나 감정이 변한다. 정동장애가 있다고 하려면 감정이 단순한 슬픔 또는 기쁨이 아니라 극단적으로 나타나야 한다. 예를 들어 주요 우울 장애는 밥도 안 먹고 씻지도 않으며 일상생활을 하는 게 거의 불가능한 지경으로 되어야 한다. 스스로가 쓸모없다고 여기며, 희망을 거의 갖지 못하는 상태여야 하고 자살을 떠올리거나 계획, 시도하는 정도이어야 한다. 한편 조증을 가진 사람은 쉴새없이 떠들며, 늘 들떠 있고 누군가에게 무엇인가를 자꾸 주거나 식습관이 불규칙하고 거의 잠을 자지 않는 등의 특징이 나타난다. 과대망상, 무절제한 성관계, 지나친 소비 등으로 주변에 피해를 주기도 한다.

## 정동
정동(情動,affect)은 화내고 분노하게 하는 부분으로 정서와 밀접한 관계가가 있으며 정동은 희로애락과 같이 일시적으로 급격히 일어나는 감정이다. 진행 중인 사고 과정이 멎게 되거나 신체 변화가 뒤따르는 강렬한 감정 상태이기도 하다. 한편 뇌는 뇌의 신피질(新皮質,neocortex))이 변연계의 외부를 둘러싸고 있으며 변연계는 자율신경계 및 뇌간을 다시 둘러싸고 있는 구조를 보여준다. 이때 신피질은 사고능력 또는 인지와 관련되어 있고 자율신경계와 뇌간은 생리적 욕구와 관계있으며, 변연계는 정동을 담당하고 있는 것으로 알려져있다. 역사적으로 또는 해부학적 및 정신의학적으로 전문가들은 사고 및 인지와 관계있는 추상적인 인지 능력과 생리적이고 본능적인 욕구능력사이에서 정동을 담당하는 정서적인 능력이 중간에 위치하고 있다는점을 중요시하는 견해를 보여왔다.

## 같이 보기
- 계절성 정동 장애

## 참고 문헌
- 리베카 울리스 (2009년 12월 24일). 《사랑하는 사람이 정신질환을 앓고 있을 때》 1판. 여름언덕. ISBN 978-89-90985-63-7.
- J Korean Neuropsychiatr Assoc jknpa.org- 진화정신의학 II-진화적 관점에서 본 정신기능 및 정신질환